# Суарес, Матиас
Мати́ас Эсекие́ль Суа́рес (исп. Matías Ezequiel Suárez; род. 9 мая 1988, Кордова) — аргентинский футболист, нападающий клуба «Ривер Плейт» и сборной Аргентины.

## Биография
Является воспитанником клуба «Унион Сан-Висенте». В 2005 году подписал контракт с «Бельграно», а в сезоне 2007/08 стал лучшим бомбардиром клуба во втором аргентинском дивизионе. Несмотря на уговоры фанатов не покидать «Бельграно», ведущий борьбу за путёвку в высшую лигу, Суарес подписал контракт с бельгийским «Андерлехтом» в мае 2008 года. Лучший бомбардир «Андерлехта» в Лиге Европы 2011/12. Признан лучшим игроком в Бельгии 2011 года. Привлекается в сборную Аргентины по футболу.
В середине 2012 года игроком интересовался российский ЦСКА, но в последний момент клуб отказался от подписания игрока из-за отрицательных результатов медицинского обследования. Впоследствии сделка сорвалась.
Летом 2013 года Матиас Суарес продлил действующий контракт с бельгийским клубом до конца июня 2017 года.
В 2016 году Суарес вернулся в «Бельграно». С 2019 года выступает за «Ривер Плейт».

## Достижения
Командные
- Чемпион Бельгии (4): 2009/10, 2011/12, 2012/13, 2013/14
- Обладатель Суперкубка Бельгии (4): 2010, 2012, 2013, 2014
- Финалист Кубка Бельгии (1): 2014/15
- Финалист Кубка Либертадорес (1): 2019

Личные
- Футболист года в Бельгии: 2011